# Opsamates grandis
Opsamates grandis là một loài bọ cánh cứng trong họ Cerambycidae.